# Deniz Yılmaz
Deniz Yılmaz (Nuova Ulma, 26 febbraio 1988) è un ex calciatore azero con cittadinanza turca, di ruolo attaccante.

## Carriera

### Nazionale
Dopo tutta la trafila dall'Under-16 all'Under-21 turca, nel 2016 ottiene la cittadinanza azera ed esordisce in Nazionale l'11 novembre 2016 nella partita Irlanda del Nord-Azerbaigian (4-0) valevole per le qualificazioni ai Mondiali 2018.